# Świeradowiec
Świeradowiec [švjeradovjec] (německy Victoriahöhe) je spočinek hory Łużec v západní části polských Jizerských hor. Nachází se 3 km jižně od lázeňského města Świeradów-Zdrój a 500 metrů severozápadně nad Polanou Izerskou a bývalou osadou Drwale.

## Historie
Starý německý název Victoriahöhe býval zakreslen ještě v mapě od Matouschka z roku 1927 a býval vyznačován na starých pohlednicích. To zřejmě proto, že kdysi býval turisticky významným místem, vzhledem k širokému výhledu na Krkonoše, Jizerské hory a lázně Świeradów-Zdrój. Jeho mýtiny bývaly pokryty třemi lyžařskými vleky.